# George Mason (politique)
Pour les articles homonymes, voir George Mason et Mason.
George Mason, né le 11 décembre 1725 et mort le 7 octobre 1792 dans le comté de Fairfax en Virginie, est une personnalité révolutionnaire américaine, délégué de la Virginie à la Convention de Philadelphie. Il est surnommé le « père de la Déclaration des droits ». Il est aussi l'un des plus riches planteurs esclavagistes de Virginie.

## Biographie

### Premières années
George Mason naît le 11 décembre 1725 dans la plantation de ses parents George et Ann Thomson Mason en Virginie. Son père décède en 1735 dans un accident de bateau et il est alors élevé par son oncle, John Mercer. Ce dernier possède une gigantesque bibliothèque de plus de 1 500 ouvrages dont un tiers est consacré au droit, ce qui va pousser George dans l’étude de ce domaine.
À l’âge de 19 ans, il hérite officiellement de la responsabilité de la gestion du domaine de ses parents, nommé Gunston Hall (en), au bord du Potomac, qui a compté 90 esclaves. À ce titre, il devient l’un des plus riches planteurs de Virginie. Le 4 avril 1750, il épouse Ann Eilbeck, fille d’un important planteur du Maryland, alors âgée de 16 ans, avec laquelle il aura 12 enfants dont neuf survivront jusqu’à l’âge adulte (voir plus bas).
En 1752 il prend une participation dans l’Ohio Company, une entreprise qui spécule sur les terres de l’Ouest encore sauvage à cette époque. Lorsque la Couronne britannique révoque les droits de cette compagnie en 1773, Mason, alors trésorier, écrit son premier article « Extracts from the Virginia Charters, with Some Remarks upon Them ». Il restera actionnaire de cette compagnie jusqu’à sa mort.
Parallèlement, Mason commence une carrière politique. En 1758, il est élu à la chambre basse du gouvernement de Virginie pour représenter le comté de Fairfax. Il garde ce mandat jusqu’en 1761.

### Avant la révolution
Lorsque le gouvernement britannique publie, en 1765, le Stamp Act qui impose une taxe sur tous les documents officiels établis dans les colonies, George Mason est l’auteur d’une lettre ouverte destinée aux marchands de Londres, expliquant le point de vue des coloniaux et demandant leur soutien. Il signe simplement sa lettre « A Virginia Planter ». Lorsque, dans l’été 1765, les colonies organisent un boycott de tous les documents officiels pour protester contre la nouvelle loi, Mason utilise ses talents de juriste pour trouver des solutions permettant d’éviter de payer les taxes.
En 1766, en réponse à une lettre ouverte des marchands londoniens attaquant les coloniaux, il répond encore une fois par une lettre, publiée dans plusieurs journaux de la capitale, toujours sous la même signature. Le 18 mai 1769, George Washington présente au gouvernement de la Virginie une série de résolutions, écrites par Mason, préconisant le boycott total des importations de la Grande-Bretagne tant que les réclamations des colons ne sont pas prises en compte. Ces lois, connues sous le nom de Virginia Association seront adoptées et mises en œuvre dans les mois qui suivent.
De fait, entre 1770 et 1772, la tension va grandissante entre la Grande-Bretagne et ses colonies du Nouveau Monde, ponctuée d’un côté par l’établissement de différentes taxes (sur le thé par exemple) et de l’autre par des résolutions de boycott de plusieurs produits d’importation. Pendant ces années, Mason se retire provisoirement de la vie politique pour s’occuper des affaires de l’Ohio Company, achetant notamment pour celle-ci plusieurs droits sur des terrains.
Le 9 mars 1773, sa femme, Ann Eilbeck Mason, décède. Il assiste de loin à l’affaire de la Boston Tea Party, mais se trouve par hasard dans la capitale lorsque le gouvernement vote une résolution déclarant le 1er juin (jour de la fermeture du port de Boston) journée de prière et de jeûne. À la suite de cette décision, le gouverneur de Virginie, Lord Dunmore, dissout l’assemblée. En réponse, les délégués instituent un congrès annuel des colonies dont la première assemblée se tient le 1er septembre 1774 à Philadelphie. En parallèle, Manson et Washington publient, le 18 juillet 1774, un document intitulé Fairfax County Resolves qui marque un tournant dans les relations entre la Grande-Bretagne et les colonies. En effet, dans ce document, les auteurs préconisent de ne plus se contenter de protester contre les « agressions » britanniques, mais de mettre sur pied un véritable plan de défense général pour la préservation des droits communs.
Début août 1774, la première session de la Virginia Convention, qui remplace l’ancien gouvernement, a lieu. Mason y est convié, mais refuse d’y participer. Lors de la seconde session, tenue en mars 1775, Patrick Henry tient y donne un discours resté fameux, intitulé « Give me liberty or give me death ». La convention met alors sur pied des milices armées.

### La révolution américaine
Lorsque la révolution éclate officiellement, le 19 avril 1775, Mason fait partie du comité de défense de Fairfax. Le second congrès des colonies nomme, en août 1775, Washington commandant des forces armées et propose à Mason le siège de représentant de la Virginie. Mason refuse pour rester au comité de la Virginia Convention, véritable gouvernement de la colonie depuis le départ du représentant de la couronne, Lord Dunmore. Le 15 mai 1776 le congrès des colonies propose à celles-ci d’établir leurs propres gouvernements. En réponse, la Virginie vote une résolution demandant au congrès de s’engager officiellement pour l’indépendance. Dans le même temps, un groupe de travail, dirigé par Mason, est chargé d’établir une déclaration des droits (bill of rights) ainsi qu’une constitution pour la Virginie. Fin mai, Mason propose une première version de sa déclaration des droits qui est soumise au vote de la convention le 27 mai. Dans l’attente de ce vote, Mason écrit une première ébauche de la Constitution. Le 12 juin 1776, la déclaration des droits est approuvée et le 28 juin, la convention adopte la Constitution de la Virginie.
Dans le même temps, les autres colonies suivent le mouvement lancé par la Virginie et travaillent également à l’établissement de leurs actes fondateurs en s’inspirant largement des travaux de Mason. Le 2 juillet 1776, le congrès, sur une proposition de Richard Henry Lee représentant de la Virginie, déclare l’indépendance des colonies et présente, le 4 juillet sa déclaration d’indépendance au monde, fondée sur la philosophie commune des pères fondateurs que sont Mason, Washington Jefferson et Madison.
En 1777, George Mason est élu au nouveau gouvernement de la Virginie où il reste jusqu’en 1780. Cette même année, il épouse en secondes noces Sarah Brent. Il se retire officiellement de la vie publique en 1781, l’année de la fin de la révolution, pour des raisons de santé.

### Convention de 1787
Malgré sa santé défaillante et son aversion pour les voyages, Mason part en 1786 pour la Convention fédérale de Philadelphie en tant que représentant de la Virginie. De mai à septembre 1787, il travaille à la création de la Constitution. Cependant, il refuse de signer ce document, principalement en raison de l’omission de la déclaration des droits au sein de celui-ci. Après la fin de la Convention, il continue à se battre pour l’adjonction de cette déclaration, ce qui lui coûte sa longue amitié avec George Washington. Il refuse, toujours pour des raisons de santé, une place au Sénat et, finalement le 15 décembre 1791, l’U.S. Bill of Rights est ajouté à la Constitution sous la forme de dix amendements.

## Mémorial et autres monuments

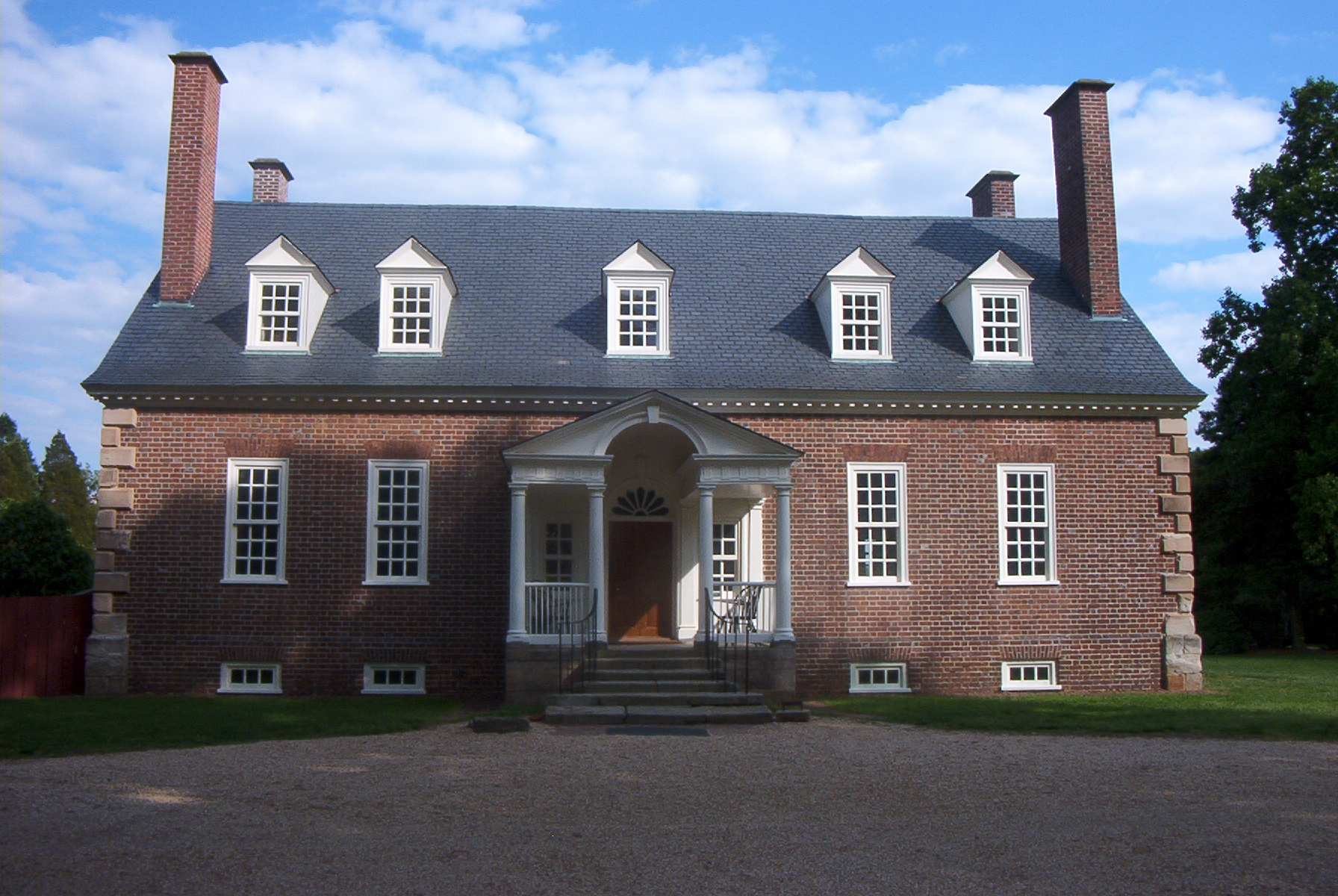
Gunston Hall, demeure de George Mason.

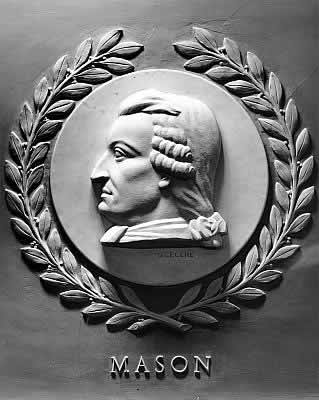
Bas-relief de George Mason ornant l'intérieur de la Chambre des représentants des États-Unis. Il est l'un des 23 grands législateurs de l'histoire commémorés en ce lieu.

Mason décède chez lui, le 7 octobre 1792. Quelques mois auparavant, malgré sa santé défaillante, il accueille le secrétaire d'État et futur président Thomas Jefferson dans sa demeure de Gunston Hall qui est aujourd’hui une attraction touristique. Un mémorial, le George Mason Memorial est érigé en sa mémoire le 9 avril 2002 dans un parc de Washington, proche de celui de Thomas Jefferson. L’un des ponts principaux reliant la capitale à l’État de Virginie est appelé George Mason Memorial Bridge en son honneur. De même, l’université George-Mason à Fairfax en Virginie porte son nom, tout comme les contés de Mason County dans le Kentucky en Virginie-Occidentale et en Illinois.

## Famille et descendance
George Mason et sa femme Ann Eilbeck ont eu douze enfants dont neuf ont survécu jusqu’à l’âge adulte :
1. George Mason V of Lexington (30 avril 1753 - 5 décembre 1796). Épouse Elizabeth Mary Ann Barnes Hooe (Betsy) le 22 avril 1784, six enfants dont Richard Barnes Mason.
2. Ann Eilbeck (Nancy) Mason (13 janvier 1755 - 1814). Épouse Rinaldo Johnson le 4 février 1789, trois enfants.
3. William Mason (naissance et décès en 1757)
4. William Mason (22 octobre 1757 - 1818). Épouse Ann Stewart le 11 juillet 1793, cinq enfants.
5. Thomson Mason (4 mars 1759 - 11 mars 1820). Épouse Sarah McCarty Chichester en 1784, huit enfants.
6. Sarah Eilbeck (Sally) Mason (11 décembre 1760 - 11 septembre 1823). Épouse Daniel McCarty, Jr. en 1778, dix enfants.
7. Mary Thomson Mason (24 janvier 1764 - 1806). Épouse John Travers Cooke le 18 novembre 1784, dix enfants.
8. John Mason (4 avril 1766 - 19 mars 1849). Épouse Anna Marie Murray le 14 février 1796, dix enfants dont James M. Mason.
9. Elizabeth Mason (19 avril 1768 - ?). Épouse William Thornton en 1789, deux enfants.
10. Thomas Mason (1er mai 1770 - 18 septembre 1800). Épouse Sarah Barnes Hooe le 22 avril 1793, quatre enfants.
11. James & Richard Mason (jumeaux) nés en décembre 1772 et morts six semaines plus tard.